# Hieracium submurorum
Hieracium submurorum là một loài thực vật có hoa trong họ Cúc. Loài này được Lindeb. mô tả khoa học đầu tiên năm 1874.